# Palacete Santa Helena
O Palacete Santa Helena foi um edifício comercial existente na Praça da Sé, centro de São Paulo. Inaugurado em 1925, constituiu um marco na verticalização urbana e na arquitetura devido ao luxo e modernidade de suas instalações.

## História
O prédio foi construído no início da década de 1920 e pertencia ao alagoano Manuel Joaquim de Albuquerque Lins, ex-governador do estado de São Paulo. O edifício foi encomendado à família Asson. A obra inicialmente foi dirigida por Manuel Asson, que faleceu no primeiro ano da construção do edifício. Coube então aos seus filhos Adolfo Asson e Luís Asson finalizar a obra. Adolfo também faleceu quando a construção do edifício ainda estava em andamento e as obras foram concluídas por seu irmão Luís Asson.
Inaugurado em 12 de novembro de 1925, o edifício foi projetado pelos arquitetos Giacomo Corberi e Giuseppe Sacchetti. De arquitetura eclética com influência do art déco, sua fachada era ornamentada por figuras de anjos esculpidas em cimento e seu interior possuía mármores e decoração em estilo barroco. Na inauguração foi apresentada a comédia Ideal Prohibido pela Companhia de Comédias Jaime Costa.
O nome do prédio foi uma homenagem à esposa do proprietário Manuel Lins, chamada Helena de Sousa Queiróz. O "Santa" foi adicionado devido à proximidade do edifício com a Catedral da Sé. O projeto original previa um hotel, sendo posteriormente alterado para uso de escritórios e um cine-teatro, constituindo o primeiro edifício multifuncional da cidade de São Paulo. As lojas situadas no subsolo tinham suas próprias instalações sanitárias, arejadas por meio de poços de ventilação. Os elevadores do edifício foram fabricados pela empresa Graham, divulgados na época como os de mais avançada tecnologia. Sua estrutura era dividida em cinco blocos e sete andares, comportando duas sobrelojas, quatro lojas e 276 escritórios.

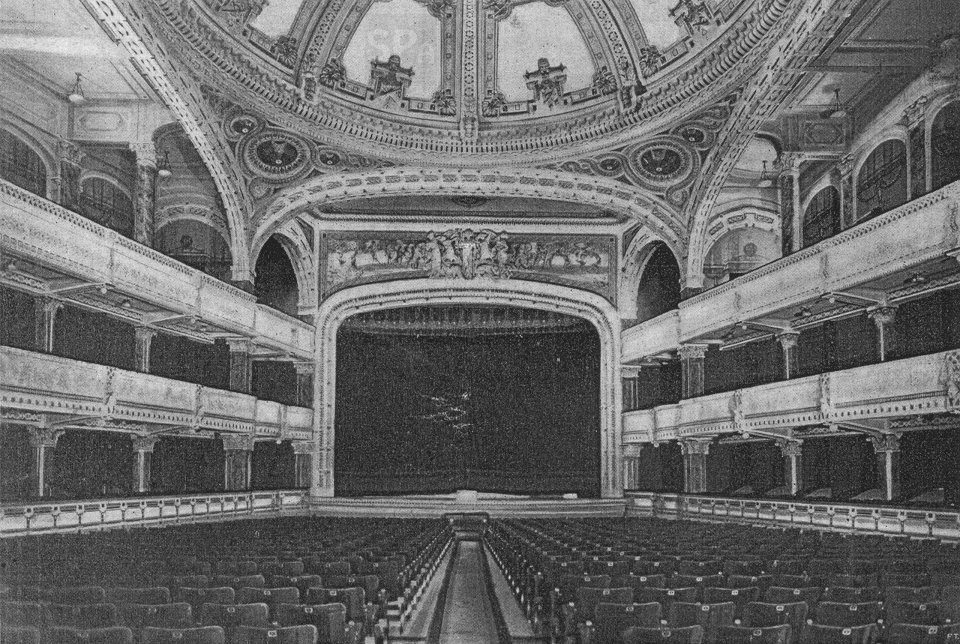
Interior do teatro do edifício, com visão para o palco.

Na edificação também funcionava o Theatro Santa Helena, que ocupava os três primeiros pavimentos do bloco central e tinha capacidade para acomodar 1500 pessoas distribuídas na plateia, galeria, 36 frisas e 42 camarotes. Em seu teto havia uma pintura de autoria do artista italiano Adolfo Fonzari, que ficou conhecida como “A História e a Fama do carro de Apolo”. A obra representava no céu a História e a Fama no carro de Apolo, puxado por cavalos, tendo ao alto musas e outras figuras simbólicas, cupidos e a Glória com uma coroa de louros.
Ainda existia no prédio um salão no subsolo (sob a plateia do teatro) chamado Salão Egípcio, destinado a festas, banquetes e outros eventos sociais. Posteriormente o salão foi transformando em uma sala de cinema, o Cinemundi.
O edifício foi construído para servir a elite paulistana, mas as modificações urbanísticas centro da cidade levaram o prédio a receber um público das mais diversas camadas sociais. A Praça da Sé acabou sendo aproveitada como terminal de ônibus e posteriormente a Praça Clóvis Bevilácqua foi transformada no principal terminal de transporte coletivo da cidade que atendia toda zona leste. A elite passou a migrar cada vez mais para o lado oeste do centro, como a região da Praça do Patriarca, a rua Líbero Badaró e a Barão de Itapetininga. Era o chamado centro novo de São Paulo.

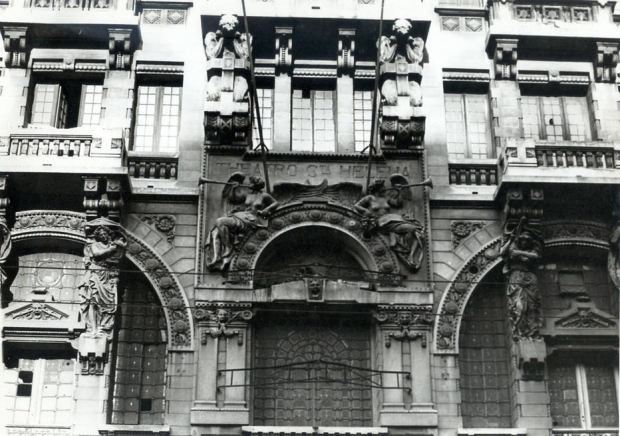
Detalhe da fachada do edifício.

O edifício então começou a atrair profissionais de menor poder aquisitivo e organizações sindicais e de esquerda. Com o tempo o Palacete Santa Helena tornou-se também um polo de artistas e movimentos operários. Em meados de 1934 a sala 231 foi convertida em ateliê para uso do pintor Francisco Rebolo, que iniciou suas atividades em 1935. No mesmo ano Mario Zanini divide a sala com o artista e posteriormente aluga a sala 233, compondo a célula inicial de um dos movimentos mais significativos da história das artes plásticas de São Paulo: o Grupo Santa Helena.
Após alguns anos, a maioria dos artistas deixou o prédio, assim como os sindicatos, que ganharam sedes maiores. Deixando de ser rentável, seus herdeiros venderam a construção ao Instituto de Aposentadorias e Pensões dos Industriários em 1944. O edifício entrou em decadência, até que em 1971 foi adquirido pela Companhia do Metropolitano de São Paulo. O Palacete Santa Helena foi demolido em 23 de outubro de 1971 junto com os demais edifícios da mesma quadra para a construção da Estação Sé.